# Couratari calycina
Couratari calycina är en tvåhjärtbladig växtart som beskrevs av Noel Yvri Sandwith. Couratari calycina ingår i släktet Couratari, och familjen Lecythidaceae. IUCN kategoriserar arten globalt som sårbar. Inga underarter finns listade i Catalogue of Life.